# Sevnica (Kokrica)
Sevnica (tudi Sevnik) je potok, ki izvira na zahodnih pobočjih gore Storžič v Kamniško-Savinjskih Alpah.
Pri vasi vasi Goriče se izliva se v potok Goričica. Nadaljnja vodna pot poteka preko vodotokov Mlinščica, Parovnica, Kokrica, Kokra, Sava.